# نادي بلزن
نادي بلزن (بالتشيكية: HC Škoda Plzeň)‏ هو نادي هوكي الجليد تشيكي تأسس في 1929، ويلعب في الدوري التشيكي لهوكي الجليد.

## وصلات خارجية
- الموقع الرسمي